# 니조촌 (아이치현)
니조촌(二城村)은 아이치현 히가시카스가이군에 설치되었던 촌이다. 현재의 나고야시 모리야마구에 해당한다.